# Cayetano Santos Godino
Cayetano Santos Godino, più conosciuto come "El Petiso Orejudo" (Buenos Aires, 31 ottobre 1896 – Ushuaia, 15 novembre 1944), è stato un serial killer argentino.
Durante i primi anni del novecento fu responsabile dell'omicidio di 4 persone, sei tentati omicidi, un ferito (da una sigaretta) e dell'incendio di sette edifici.

## L'infanzia
Cayetano Santos Godino nacque nel 1896 a Buenos Aires da genitori italiani immigrati dal paese di San Demetrio Corone nel 1888. I genitori si chiamavano Fiore Godino e Lucia Rufia e avevano altri sette figli: il padre era un alcolizzato, malato di sifilide e picchiava ripetutamente i figli. Sin dall'infanzia Godino uccise gatti ed uccellini, mostrando un comportamento violento ed una predisposizione alla piromania; ripetutamente punito a scuola, fu costretto a cambiare molto spesso istituto.

## I primi omicidi e i crimini del 1912
Il 28 settembre 1904, a otto anni non ancora compiuti, Godino portò Miguel de Paoli, un bambino di appena ventuno mesi, in un posto isolato, lo colpì e lo gettò in una fossa piena di spine, tuttavia non riuscì a ucciderlo a causa dell'intervento di un poliziotto che si era accorto dell'accaduto. L'agente portò i due bambini alla stazione di polizia, dove vennero ripresi dalle rispettive madri alcune ore più tardi.
L'anno successivo, nel 1905, seguendo lo stesso modus operandi, colpì ripetutamente con una pietra la vicina Ana Neri di soli diciotto mesi, ma anche in questo caso il tentativo di omicidio venne fermato dall'arrivo di un poliziotto che, resosi conto dell'accaduto, arrestò Godino, che, anche in quell'occasione, venne rilasciato la notte stessa dalle forze dell'ordine a causa della sua giovane età.
Il 29 marzo del 1906 Cayetano Santos Godino, a soli nove anni di età, commise il suo primo omicidio: portò una bambina di tre anni in un luogo isolato dove tentò di strangolarla ma, non riuscendoci, la seppellì viva. Questo omicidio fu scoperto solo dopo l'arresto definitivo di Godino nel 1912 e la bambina fu identificata in Maria Rosa Face per la quale era stata presentata una denuncia di scomparsa in quel periodo e che non era mai stata ritrovata, tuttavia, l'identificazione non è del tutto certa perché nel luogo in cui il "Petiso Orejudo" sosteneva di avere sepolto la sfortunata bambina nel frattempo era stato costruito un edificio di due piani e, dunque, non fu possibile ritrovare il cadavere della piccola.
Il 5 aprile 1906, ignaro del fatto che avesse commesso un omicidio, Fiore Godino portò il figlio alla stazione di polizia sostenendo che il ragazzino fosse totalmente ribelle all'autorità paterna e che molestasse i vicini in varie maniere senza che si riuscisse a correggerlo e chiedendo, pertanto, alle forze dell'ordine che fosse rinchiuso per il tempo che avessero ritenuto più opportuno. Cayetano venne, quindi, rinchiuso per due mesi e mezzo in prigione.
Il 9 settembre del 1908 portò Severino Gonzàles Calò, un bambino di due anni, in un magazzino e lì tentò di affogarlo immergendolo in un abbeveratoio per cavalli, tuttavia il tentativo di omicidio venne scoperto e sventato dal proprietario del locale, Zacarias Caviglia; Cayetano, allora, si difese sostenendo che a mettere il bimbo nell'abbeveratoio fosse stata una donna vestita di nero, di cui fornì una descrizione, venne, quindi, portato alla stazione di polizia e liberato il giorno seguente. Il 15 settembre dello stesso anno provò a bruciare le palpebre di Julio Botte, di ventidue mesi, ma venne scoperto dalla madre del piccolo e fuggì. 
Una settimana più tardi i suoi genitori lo portarono nuovamente alla stazione di polizia per affidarlo alle autorità, il ragazzo venne quindi trasferito nel riformatorio di Marcos Paz, dove rimase per tre anni, fino al 23 dicembre del 1911, quando venne scarcerato su richiesta del padre.
Dopo che Cayetano uscì dal carcere i suoi genitori gli trovarono lavoro in una fabbrica, tuttavia venne licenziato dopo appena tre mesi.
Il 17 gennaio del 1912 Godino diede fuoco ad un deposito di Calle Corrientes; il "Petiso Orejudo" ammise la propria responsabilità per questo crimine dopo il suo arresto definitivo nel dicembre dello stesso anno dando alla polizia la seguente motivazione: "Mi piace vedere i vigili del fuoco al lavoro; è bello vedere come si gettano tra le fiamme".
Il 25 gennaio Godino uccise Arturo Laurora, un ragazzo di tredici anni, il cui cadavere fu trovato il giorno seguente in una casa abbandonata seminudo, con segni di strangolamento e un pezzo di corda attorno al collo.
Il 7 marzo diede fuoco al vestito di Reina Bonita Vainikoff, di cinque anni, provocandole gravi ustioni, a causa delle quali la bambina morì in ospedale sedici giorni più tardi.
Nei mesi seguenti causò due incendi che vennero controllati facilmente dai pompieri senza che ci fossero vittime.
Il 24 settembre mentre lavorava nel magazzino di Paulino Gomez uccise con tre pugnalate una cavalla, ma non fu arrestato per mancanza di prove. Il giorno seguente diede fuoco ad una stazione di tram, cui l'incendio fu controllato solo grazie ai pompieri.
L'8 novembre tentò di strangolare Roberto Russo, che venne salvato dall'intervento di un lavoratore del luogo che portò Godino alla stazione di polizia da cui, però, venne rilasciato, per mancanza di prove.
Il 16 novembre colpì Carmen Ghittone provocandole alcune ferite, intervenne, però, un poliziotto e, quindi, Cayetano fuggì.
Il 20 novembre rapì Catalina Naulener che iniziò a gridare riuscendo a richiamare l'attenzione di un vicino che andò a salvarla: anche in questo caso, il "Petiso Orejudo" fu costretto a fuggire. A fine novembre diede fuoco a due magazzini ma entrambi gli appiccamenti, grossolani, vennero rapidamente spenti.
Il 3 dicembre incontrò Jesualdo Giordano mentre giocava sulla porta di casa: lo convinse a farsi seguire in una fattoria vicina dopo avergli comprato delle caramelle. Dopo averlo fatto sdraiare per terra, provò a strangolarlo con la corda che usava come cintura per i pantaloni. Il bambino fece resistenza quindi Cayetano tagliò due pezzi della corda con un fiammifero acceso e li usò per legare mani e piedi del bambino. Poco dopo cominciò a picchiarlo, ma presto gli venne l'idea di piantargli un chiodo nel cranio. Uscendo dalla fattoria per cercarlo, incontrò il padre del bambino che gli chiese se avesse visto il figlio. Cayetano rispose negativamente e, dopo aver trovato il chiodo, rientrò nella fattoria, lasciando il padre speranzoso di rivedere il figlio vivo. Non trovando un martello, iniziò a colpire il chiodo con una pietra, coprì il corpo con uno straccio e uscì dalla fattoria. Il cadavere fu trovato pochi minuti dopo dal padre della vittima, tornato a controllare nella fattoria. Alle otto di sera Cayetano si trovò alla veglia funebre di Jesualdo e, avvicinandosi alla bara, gli toccò la testa per controllare l'effetto del chiodo ma non trovandolo chiese che fine avesse fatto: in tal modo si fece scoprire dalla polizia che lo catturò. Alle 5 del mattino circa del 4 dicembre confessò ogni suo delitto agli inquirenti.

## Processo e sentenza
Il 4 gennaio 1913 entrò in un manicomio criminale dove subito tentò di uccidere alcuni detenuti. I medici lo considerarono un alienato e il giudice Oro lo giudicò incapace di intendere e di volere, condannandolo alla permanenza nel centro.
La pena fu confermata in seconda istanza ma il 12 novembre del 1915 la Corte d'Appello lo condannò all'ergastolo in carcere non essendo totalmente incapace come stabiliva l'art.18 del Codice Penale.
Anche la Corte sostenne il miglioramento di Cayetano dopo i trattamenti in manicomio quindi il 20 novembre fu trasferito al Penitenziario di stato.
Il 28 marzo del 1923 Godino venne trasferito al penitenziario di Ushuaia.
All'inizio del 1933 fu trasferito per un periodo nell'infermeria del penitenziario dopo le percosse ricevute da alcuni detenuti a cui aveva ucciso un gatto da loro adottato. A partire dal 1935 rimase costantemente ammalato fino alla morte, avvenuta il 15 novembre 1944 in condizioni poco chiare a 48 anni dopo 32 di carcere.

## Informazioni mediche
Questo è un riassunto delle informazioni mediche trovate all'Archivio Generale dei Tribunali di Buenos Aires.
Dottori Negri e Lucero (31 gennaio 1913):
- L'imputato Godino è un malato di mente o insano o demente, nei sensi legali dei termini.
- È un degenerato ereditario che soffre di insanità mentale molto pericolosa.
- È un irresponsabile.

Dottor Victor Mercante (24 febbraio 1913):
- Cayetano Santos Godino non sa leggere, sa scrivere solo la sua firma e conosce i numeri fino a 100. Ha poca cultura, ottenuta da educazione riflessa.
- È completamente inadatto a ricevere un'educazione comunitaria, solo l'educazione individuale avrebbe potuto ottenere dei risultati.
- Non riesce a mantenere una condotta corretta.
- Dà priorità ai suoi istinti animali in un'attività poco comune, mentre i rapporti sociali sono quasi inesistenti. È un soggetto aggressivo, senza inibizioni e sentimenti, il che spiega la sua inadattabilità alla disciplina didattica.
- Offre dal punto di vista fisico, numerose cicatrici, la maggior parte caratteristiche dei criminali.
- I suoi sensi e le capacità conoscitive non offrono anomalie e si presentano normali; anche le sue capacità fisiche sono considerate normali. È considerato instabile per mancanza d'affetto.
- Come ferita fondamentale della sua vita morale si può considerare la carenza affettiva, la mancanza di sentimenti sociali e i ragionamenti prima del compimento delle azioni sono quasi nulli.

Dottor Ernesto Nelson (1º aprile 1913):
- Godino è un caso di degenerazione aggravata per l'abbandono sociale di cui è stato vittima e pertanto non può essere considerato responsabile dei crimini da lui commessi, per quanto la sua libertà sia seriamente pericolosa.

Dottori Estevan e Cabred (29 maggio 1913):
- Cayetano Santos Godino è un alienato mentale
- La sua alienazione mentale si presenta sotto forma di imbecillità.
- Questa imbecillità è incurabile.
- Godino è totalmente irresponsabile degli atti da lui commessi.
- Presenta numerose anomalie fisiche e psichiche.
- Non può lavorare in modo disciplinato.
- È impulsivo, incosciente e per questo è pericoloso per chi lo circonda.
- Dev'essere internato permanentemente in un manicomio.

## Vittime
- Maria Rosa Face: Assassinata a 3 anni nel 1906. Fu seppellita viva.
- Reyna Bonita Vainicoff: Assassinata. Diede fuoco al suo vestito e morì per le ustioni.
- Arturo Laurora: Assassinato. Picchiato a lungo e strangolato.
- Gesualdo Giordano: Assassinato. Fu colpito con una pietra, strangolato e gli fu piantato un chiodo in testa.
- Miguel De Paoli: Tentato omicidio. Colpito in testa con una pietra e poi gettato in una buca piena di spine.
- Ana Neri: Tentato omicidio. Colpita in testa con una pietra.
- Severino González Caló: Tentato omicidio. Ha provato ad affogarlo.
- Julio Botte: Lesioni. Ferito ad una palpebra con una sigaretta.
- Roberto Russo: Tentato omicidio. Provò a strangolarlo.
- Carmen Ghittone: Tentato omicidio. Fu colpita alcune volte con una pietra.
- Catalina Naulener: Tentato omicidio. Fu colpita con una pietra finché le sue grida non allertarono un vicino.